# Lamborghini Jarama
Lamborghini Jarama — спортивний автомобіль, який випускала компанія Lamborghini у 1970–1976 роках. Дизайн автомобіля розробив дизайнер Марчелло Гандіні (дизайнерський дім Bertone). Назва моделі має подвійний зміст: за задумом Ферруччо Ламборгіні новий автомобіль називався на честь іспанського регіону Харама, де вирощують биків для кориди, а з іншого боку можна подумати, що авто назване на честь автодрому Харама поблизу Мадрида.

## Історія

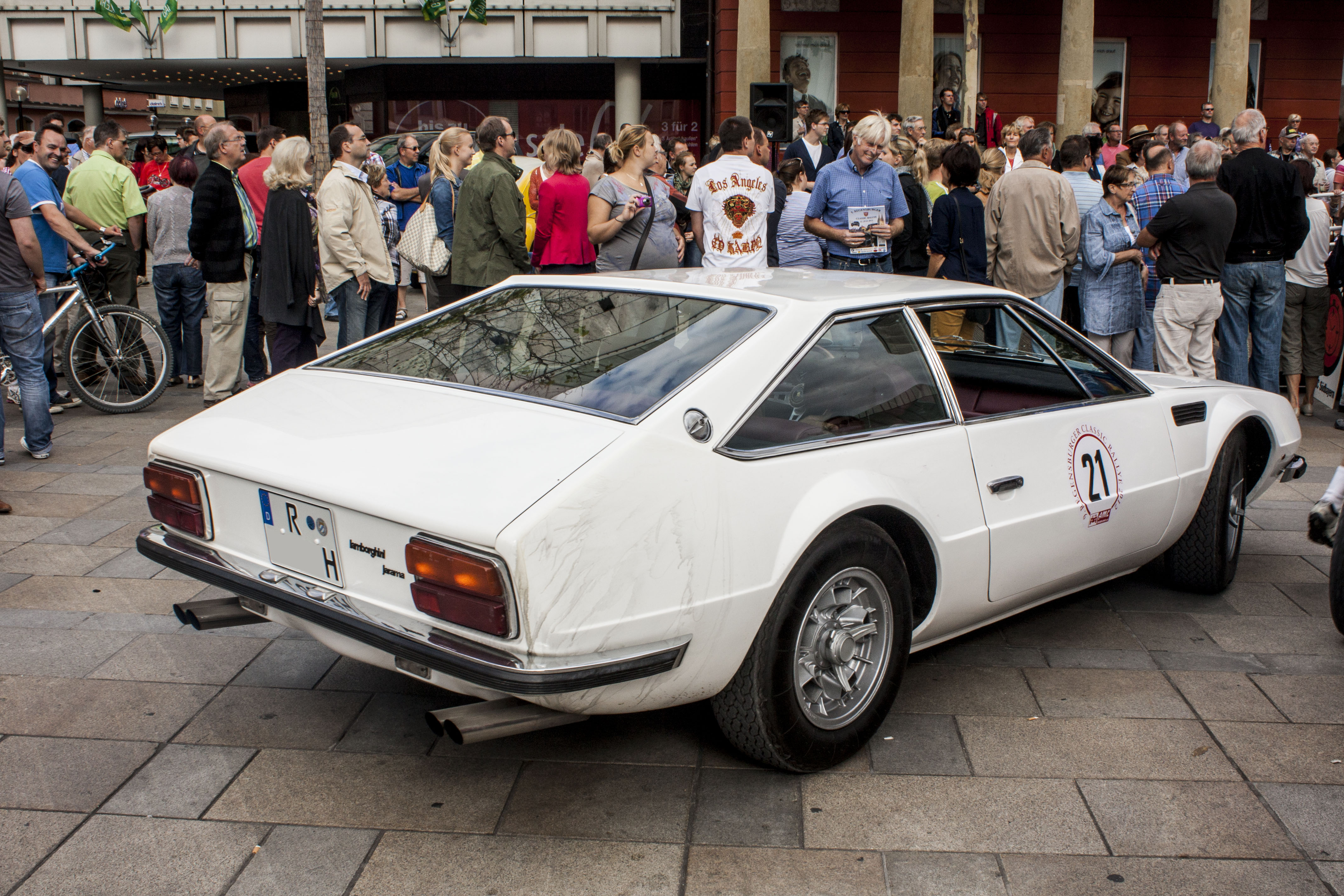
Lamborghini Jarama 400 GT

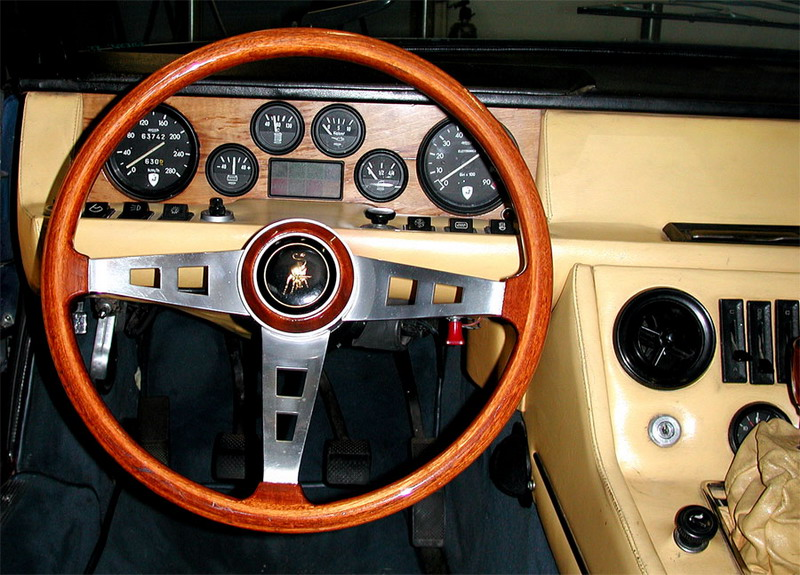

У 1970 році Lamborghini довелося переробити модель Lamborghini Islero, щоб автомобіль відповідав американським нормам безпеки та викидів відпрацьованих газів автомобілів. Тому замість простого редизайну моделі Islero компанія Lamborghini випустила нову модель, Jarama, з укороченим на 10,7 дюймів шасі, згідно з американськими стандартами. Jarama був створений на скороченому шасі Lamborghini Espada. Хоча Jarama був важчий, ніж Islero, він мав таку саму максимальну швидкість.
На ринок вийшли дві різні моделі. Оригінальна модель 400 GT, яку випускали у 1970–1973 роках, мала двигун Lamborghini V12 потужністю 350 к.с. (260 кВт). У 1973–1976 випускалася модель 400 GTS, з форсованим до 365 к.с. (272 кВт) двигуном. Також у моделі 400 GTS були незначні зміни кузова, а як додаткові опції пропонували гідропідсилювач керма, знімні панелі даху та автоматична коробка передач.
Загалом, було виготовлено 328 автомобілів.
Lamborghini Jarama GTS, що належала Ферруччо Ламборгіні, виставлена в офіційному музеї компанії, в Сант'Агата-Болоньєзе, Італія.
Lamborghini Jarama можна ззовні легко сплутати з іншим автомобілем, Iso Lele, адже їх дизайн розробляла одна людина — Марчелло Гандіні.